# Nordżmoogijn Cedenbal
Nordżmoogijn Cedenbal (ur. 12 września 1988 w Dzüüncharaa) – mongolski piłkarz grający na pozycji lewego obrońcy. Zawodnik klubu Ulaanbaatar City FC. Kapitan reprezentacji Mongolii.

## Kariera
Nordżmoogijn Cedenbal całą karierę piłkarską spędził w Mongolii. Grał w klubach: Ulaanbaataryn Unaganuud FC czy SP Falcons. Obecnie reprezentuje barwy Ulaanbaatar City FC.
W reprezentacji Mongolii zadebiutował 11 marca 2009 roku w meczu z Guamem. Pierwszego gola zdobył dwa dni później w meczu z Makau. 6 czerwca 2019 roku zdobył bramkę w meczu z Brunei, która była pierwszym golem na całym świecie w eliminacjach do Mistrzostw Świata 2022.